# 法多山尊永寺
法多山尊永寺（はったさんそんえいじ）は、静岡県袋井市にある高野山真言宗別格本山の寺院。寺号の「尊永寺」よりも山号の「法多山」の名で広く知られている。遠州三山の1つ。本尊は聖観音（正観世音菩薩、厄除観世音）。
厄除け観音として知られ、厄除だんごが名物となっている。

## 歴史

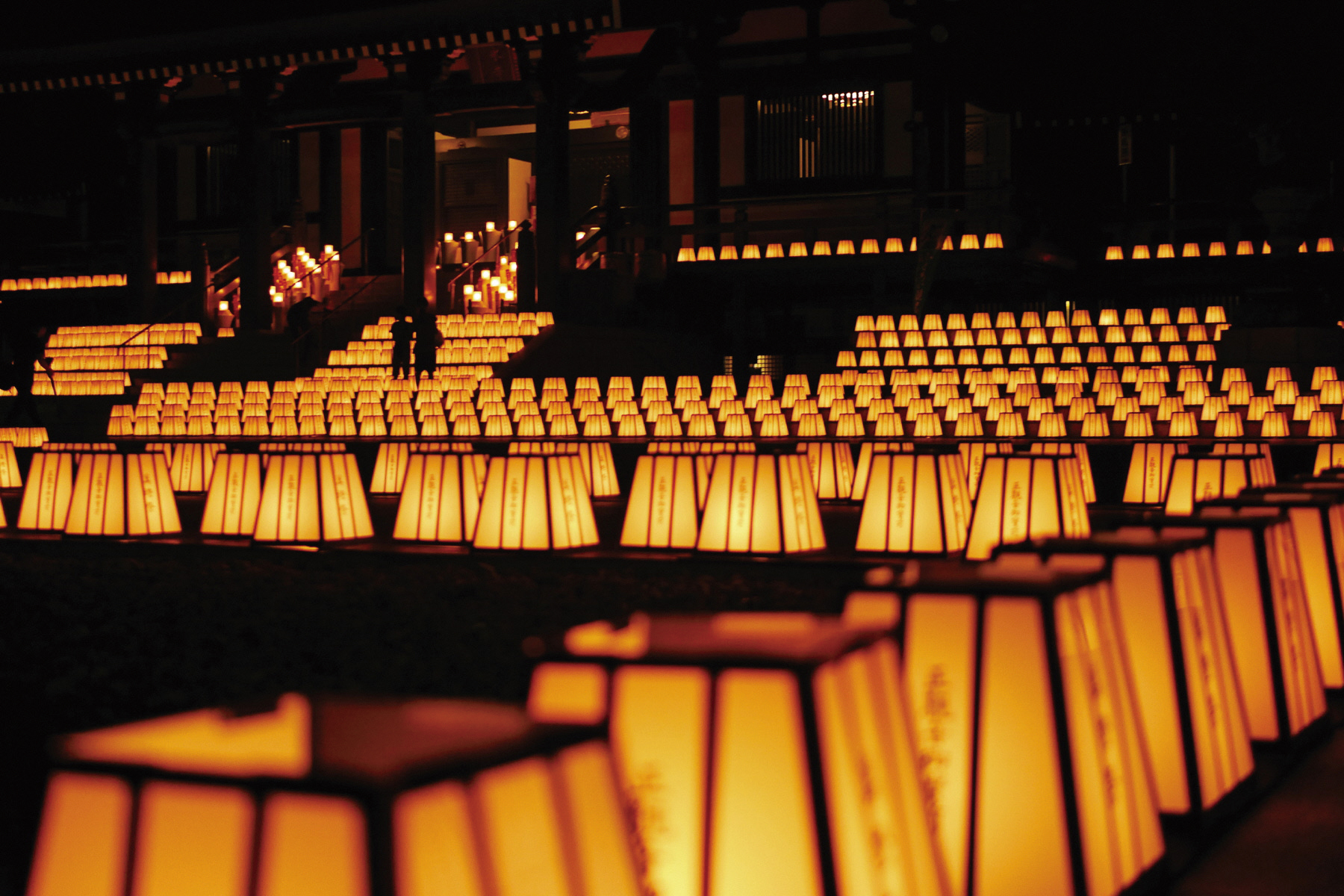
万灯祭

寺伝によれば、神亀2年（725年） 聖武天皇の命により「大悲観音応臨の聖地」を捜し求めた行基によって建立されたという。
中世以降、守護大名今川氏の庇護を受けた。天正18年（1590年）、豊臣秀吉は当寺の寺領として205石を安堵。この205石は歴代徳川将軍によっても安堵され幕末まで維持された。最盛期には60余の子院を有し、近世にも12の子院が残っていたが、これらは明治時代までにすべて廃絶している。
江戸時代後期の火災で伽藍を焼失し、現在の本堂は1983年に再建されたものである。

## 文化財
重要文化財（国指定）

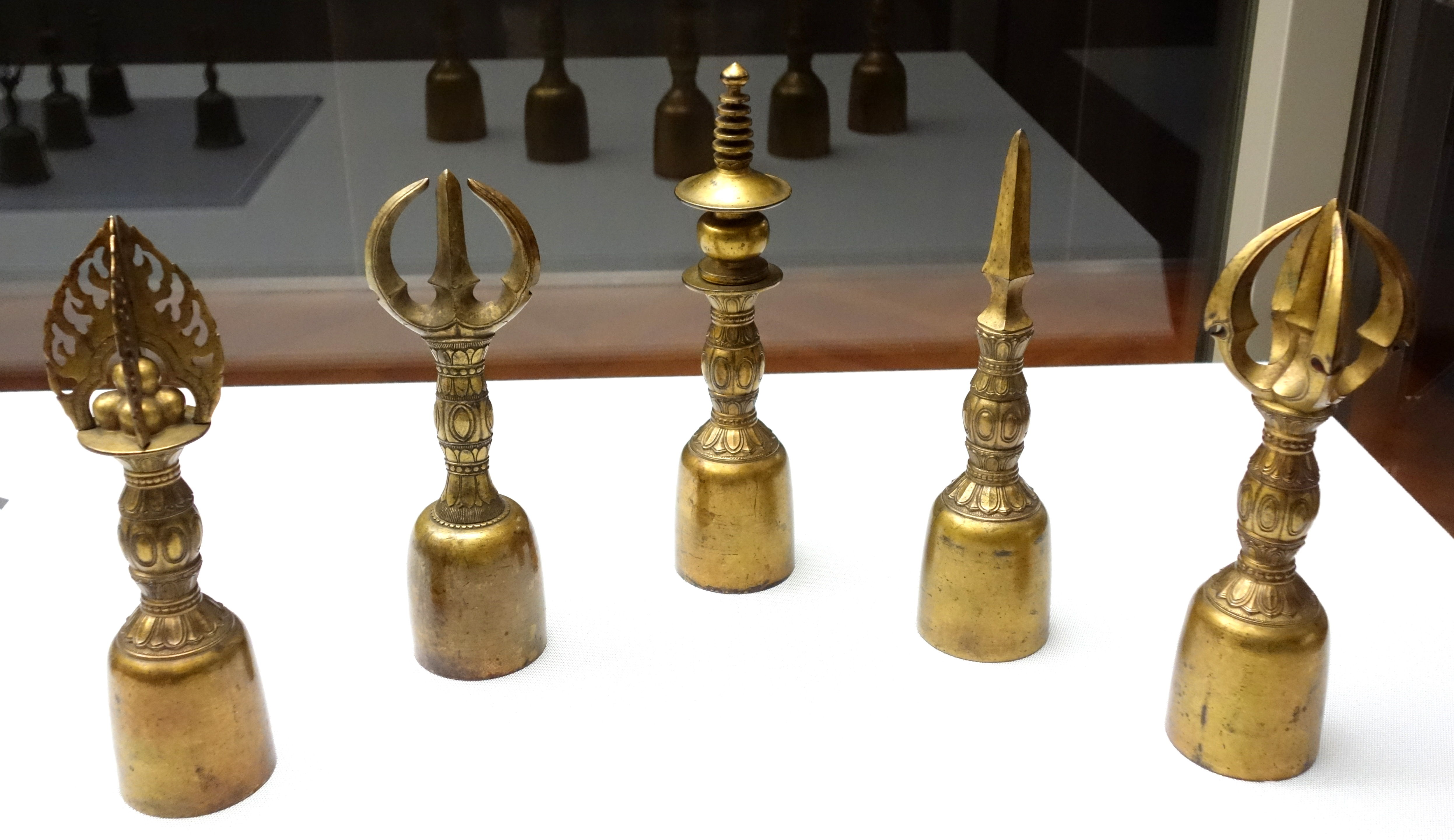
金銅五種鈴（国の重要文化財）左から宝珠鈴、三鈷鈴、塔鈴、独鈷鈴、五鈷鈴（三鈷鈴は重要文化財指定外）

- 仁王門 - 室町時代。入母屋造、杮（こけら）葺きの楼門（2階建て門）である。
- 金銅五種鈴（こんどうごしゅれい） - 鎌倉時代。密教儀式に用いる法具の一種。5点一組の鈴のうち三鈷鈴は後補。東京国立博物館に寄託されている。

## 行事
- 1月7日 - 田遊祭。収穫祭。静岡県指定無形民俗文化財・国の選択無形民俗文化財（法多山の田遊び）
- 5月下旬 - ホタル祭
- 7月9日・10日 - 万灯祭

## 名物

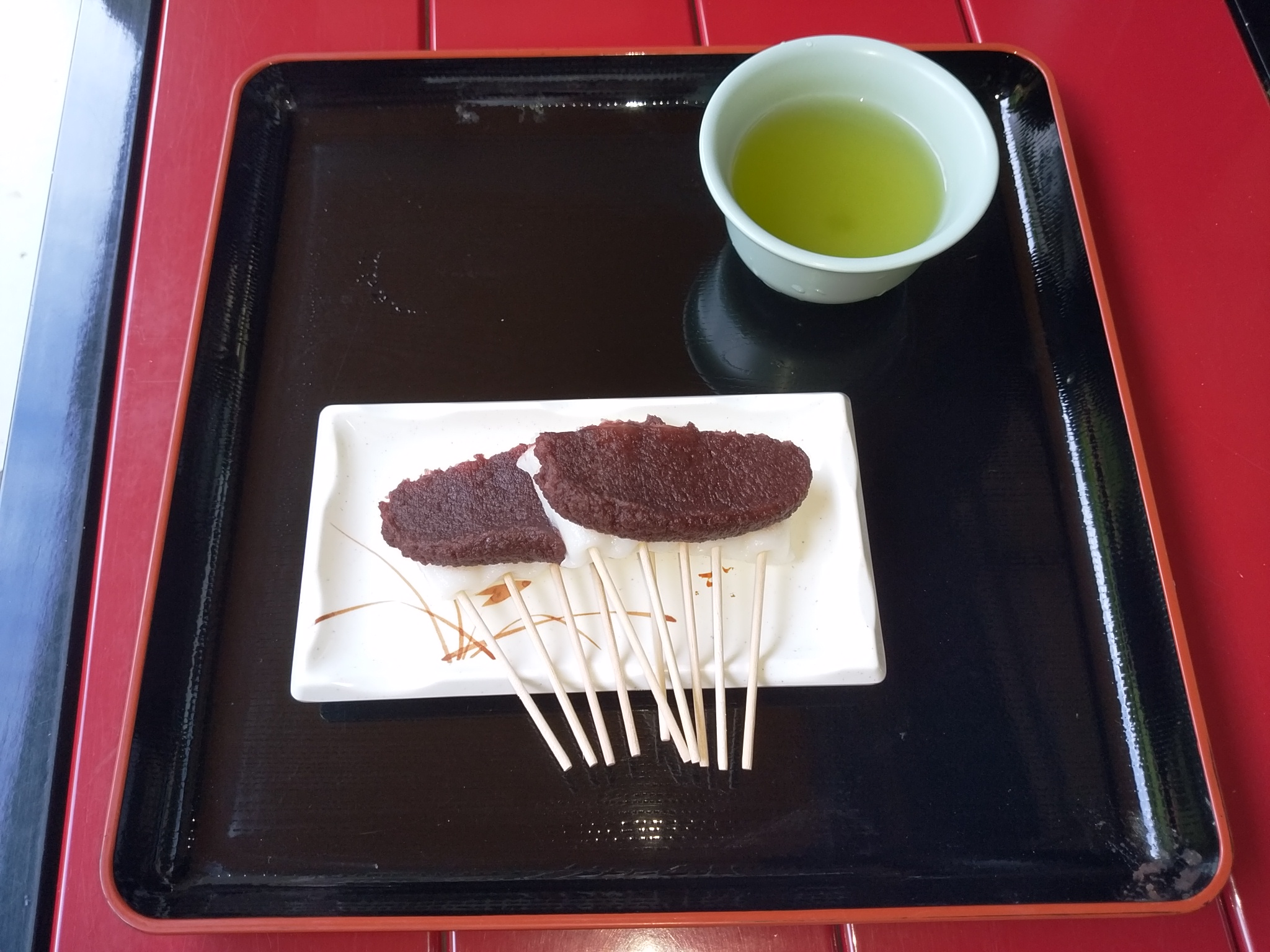
厄除だんご

- 厄除だんご - 徳川家定が「くし団子」と命名。

## 所在地
- 静岡県袋井市豊沢2777

## 交通アクセス

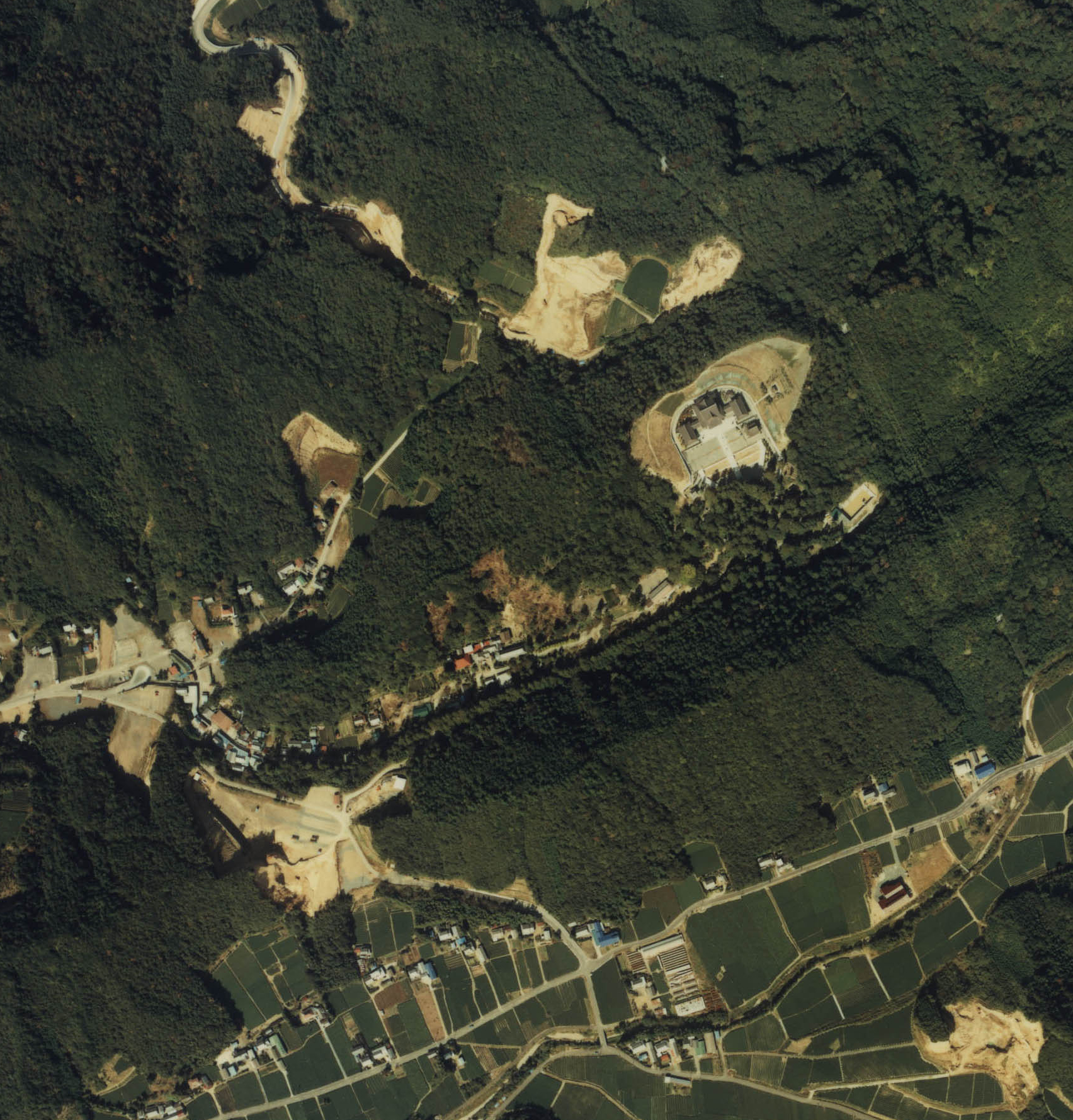
尊永寺の航空写真（1983年）。再建中の本堂が見える（中央やや右上）。

- JR東海道線愛野駅から車で5分、徒歩で20分
- JR東海道線袋井駅から法多山行きとなっていた遠鉄バス法多線が2019年3月31日で廃止となった為、それ以降は袋井駅、愛野駅と掛川駅からタクシーの利用を促している。
  - 初詣シーズンには袋井駅から臨時便直通バスが運行される。早ければ15分以内に到着するが、初詣客による渋滞状況によっては1時間近く要する場合もある。料金は290円。
- 自車での場合、初詣シーズンは、2時間以上渋滞することがある。駐車場は有料。